# Hrabstwo Kearney
Hrabstwo Kearney (ang. Kearney County) – hrabstwo w stanie Nebraska w Stanach Zjednoczonych. Obszar całkowity hrabstwa obejmuje powierzchnię 516,349 mil2 (1 337,341 km²). Według danych z 2010 r. hrabstwo miało 6 489 mieszkańców. Hrabstwo powstało w 1860 roku, a jego nazwa pochodzi od Fort Kearny, któremu nadano nazwę na cześć generała brygady Stephena Kearnyego.

## Sąsiednie hrabstwa
- Hrabstwo Buffalo (północ)
- Hrabstwo Hall (północny wschód)
- Hrabstwo Adams (wschód)
- Hrabstwo Webster (południowy wschód)
- Hrabstwo Franklin (południe)
- Hrabstwo Harlan (południowy zachód)
- Hrabstwo Phelps (zachód)

## Miasta i miejscowości
- Minden

## Wioski
- Axtell
- Heartwell
- Norman
- Wilcox